# OKB Fakel
L'OKB Fakel est une société russe spécialiste de la propulsion électrique des engins spatiaux. La société, installée à Neman dans l'oblast de Kaliningrad emploie environ mille personnes. Elle est le leader mondial des propulseurs à effet Hall.

## Historique
L'Union soviétique a investi de manière importante dans les années 1960 et 1970 dans le domaine de la propulsion électrique des engins spatiaux. Fakel ainsi que d'autres institutions soviétiques telles que le constructeur TsNIIMash,  l'Institut d'aviation de Moscou  et  l'Institut Kourtchatov ont mis au point plusieurs types de propulseur. Le premier satellite équipé d’un propulseur à effet Hall, Meteor, a été mis en orbite en 1972. Depuis Fakel a commercialisé plusieurs milliers de ses propulseurs.

## Produits
Le constructeur Fakel produit à la fois des moteurs à propulsion électrique à effet Hall et des moteurs à ergols liquides hypergoliques de très faible poussée.
| Désignation | Puissance         | Masse    | Tension de décharge (V)   | Courant de décharge (A) | Efficacité (%) (ratio W/mN) | Impulsion spécifique (secondes) | Poussée (millinewton)  | Statut           | Nbre exemplaires |
| ----------- | ----------------- | -------- | ------------------------- | ----------------------- | --------------------------- | ------------------------------- | ---------------------- | ---------------- | ---------------- |
| SPD-50      | 220 watts         | 1,23 kg  | 180 V.                    |                         | 26 %                        | 860 s.                          | 14 mN.                 | En production    | 4                |
| SPD-70      | 660 watts         | 2 kg     | 300 V.                    |                         | 43 %                        | 1470 s.                         | 40 mN.                 | En production    | 128              |
| PLUS-34     | 70-375 watts      | 1 kg     | 100-300 V.                |                         | 32 %                        | 1350 s.                         | 40 mN.                 | en développement |                  |
| PLUS-40     | 100-650 watts     | 1,2 kg   | 100-500 V.                |                         | 50 %                        | 1750 s.                         | 50 mN.                 | En développement |                  |
| AT-70 M     | 669 watts         | 2,8 kg   | 300 V. modulable 450-1200 | 1,5-4 A                 | 51 %                        | > 1470 s.                       | 40 mN. modulable 15-80 | En production    | 6000             |
| SPD-100B    | 1350 watts        | 3,5 kg   | 300 V.                    |                         | 45 %                        | 1600 s.                         | 83 mN.                 | En production    | 272              |
| SPD-100D    | 2106 watts        | 5,6 kg   | 810 V.                    |                         | 52 %                        | 2660 s.                         | 80 mN.                 | En développement |                  |
| SPD-140     | 3000 - 4500 watts | 8,4 kg   | 300 V.                    |                         | 50-55 %                     | 1680-1770 s.                    | 193-290 mN.            | En développement |                  |
| SPD-140D    | 4,5-4,8 kW        | > 8,5 kg | 300-800 V.                | 15 - 6 A                | 16-27 %                     | 1770-2750 s.                    | 290-180 mN.            | En développement |                  |